# Rheintaler
 (janvier 2014).
Si vous disposez d'ouvrages ou d'articles de référence ou si vous connaissez des sites web de qualité traitant du thème abordé ici, merci de compléter l'article en donnant les références utiles à sa vérifiabilité et en les liant à la section « Notes et références ».

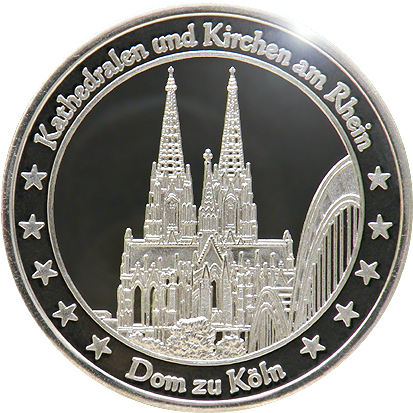
Cathédrale de Cologne

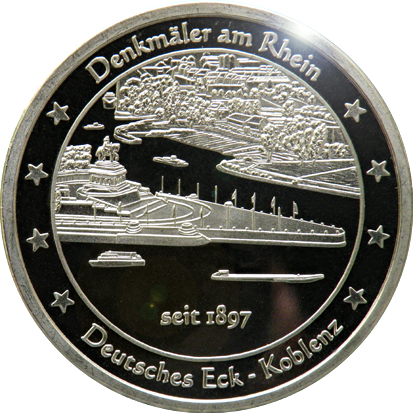
Deutsches Eck

Le Rheintaler est un médaillon (non une monnaie) achetable, sous-tendu par une stratégie de marketing. L’éditeur de ce médaillon est une association allemande fondée en octobre 2004, la Rheintal e.V.. Les deux premiers médaillons frappés en décembre 2004 avaient pour motif le château Drachenburg à Königswinter et l’hôtel historique Dreesen.

## La stratégie de marketing
Un grand nombre d’entreprises du secteur de l’hôtellerie, de la haute gastronomie, du tourisme et de la culture sises le long du Rhin se sont organisées en réseau appelé Rheintaler. Ce regroupement a pour but de faire connaître les différentes régions le long du Rhin et tout particulièrement les sites touristiques intéressants grâce à des actions de marketing et activités culturelles. Toutes les entreprises de ce réseau acceptent les Rheintaler et font bénéficier à leur propriétaire sur simple présentation de ce médaillon d’avantages ou d’un service supplémentaire gratuit. Il suffit juste de présenter ce médaillon qui reste votre propriété bien évidemment. Tous les Rheintaler, quel que soit le motif gravé, sont acceptés par les partenaires. Il peut être également transmis à quelqu’un d’autre et il n’a pas de date limite de validité. Entre Duisbourg et Spire il y a à ce jour 170 endroits où vous pouvez acheter ce médaillon et où il est accepté.

## Le médaillon
Le Rheintaler est en maillechort, il a un diamètre de 35 mm et un poids de 20 g. Plus de cinquante motifs différents décorent l’avers de ce médaillon, tous ayant un rapport avec la Rhénanie, que ce soit des châteaux-forts, des monuments historiques, des châteaux, des événements historiques, des monuments techniques ou des personnalités célèbres rhénanes comme Konrad Adenauer ou Ludwig van Beethoven. Sur le revers sont gravés le logo de l’association, le texte suivant : « 1 320 km de la source à l’embouchure » ainsi que les six étoiles symbolisant les six régions administratives traversées par le Rhin.
Ce réseau s’étend sur 400 kilomètres le long du Rhin, de Duisbourg à Spire.